# تاكاشي كاوامورا (سياسي)
تاكاشي كاوامورا هو سياسي ياباني، ولد في 3 نوفمبر 1948 في اليابان. حزبياً، نشط في Tax Cuts Japan ‏ والحزب الديمقراطي الياباني وحزب الآفاق الجديدة. في 2011 Nagoya mayoral election ‏، انتخب عمدة ناغويا (28 أبريل 2009 – ) وانتخب عضو مجلس النواب من اليابان.

## وصلات خارجية
- الموقع الرسمي